# Markusław
Markusław — notowane w Polsce w średniowieczu imię męskie powstałe poprzez dodanie do imienia Marek typowej dla imion słowiańskich cząstki -sław.
Markusław imieniny obchodzi razem z Markiem, tj. 25 kwietnia i w pozostałych terminach.